# حوزه انتخابیه کرج، اشتهارد و فردیس
حوزهٔ انتخابیه کرج، اشتهارد و فردیس یکی از دو حوزه استان البرز برای انتخابات مجلس شورای اسلامی است. این حوزه به مرکزیت کرج ۲ نماینده دارد.

## پی‌نوشت و منبع
1. ↑  «پایگاه اینترنتی مرکز آمار ایران-آمار سال ۱۳۹۰» (PDF). بایگانی‌شده از اصلی (PDF) در ۳ ژوئیه ۲۰۱۴. دریافت‌شده در ۲۸ دسامبر ۲۰۱۵.

- «جدول حوزه‌های انتخابیه در انتخابات نهمین دورهٔ مجلس شورای اسلامی» (PDF). مرکز پژوهش و سنجش افکار صدا و سیما. بایگانی‌شده از اصلی (PDF) در ۵ اکتبر ۲۰۱۸. دریافت‌شده در ۲۸ دسامبر ۲۰۱۵.